# Affaire Balkany
 (mai 2019).

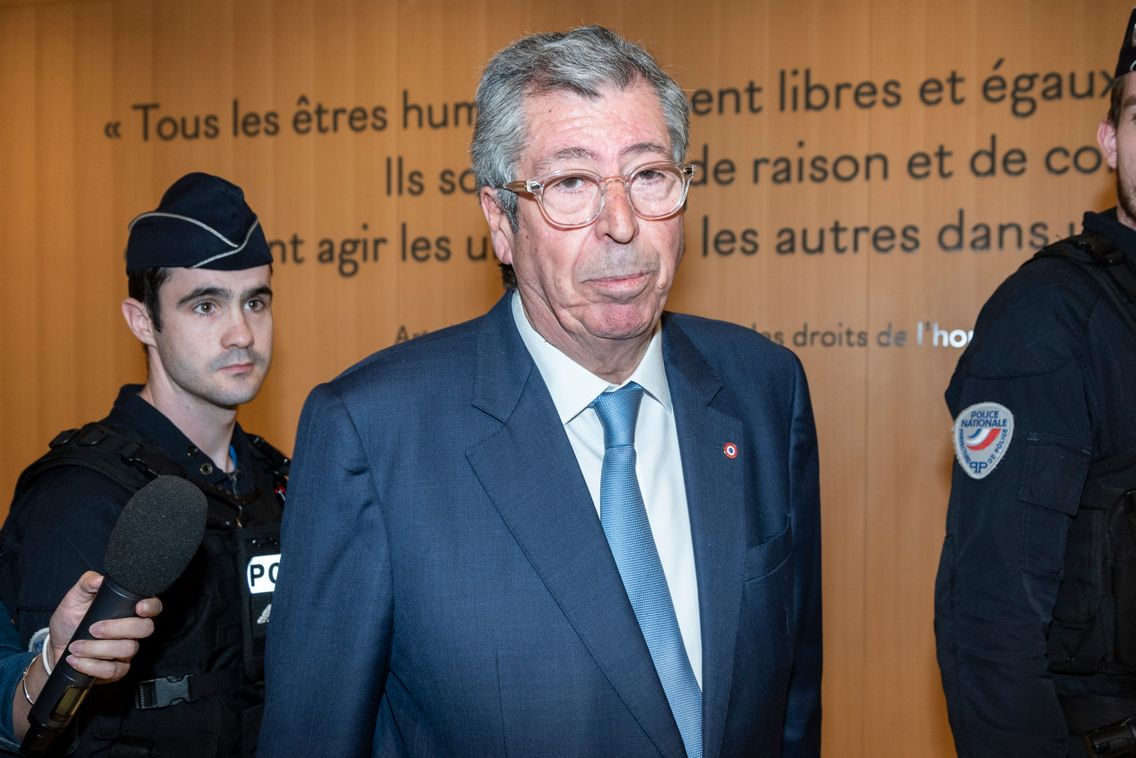
Patrick Balkany, au tribunal correctionnel de Paris en 2019.

L'affaire Balkany est une affaire politico-financière impliquant Isabelle et Patrick Balkany, respectivement première adjointe au maire et député-maire Les Républicains de Levallois-Perret (Hauts-de-Seine).
Trouvant son origine dans des sommes d'argent non déclarées détenues en Suisse dans les années 1980-1990 (délit de fraude fiscale aujourd’hui prescrit), cette affaire intéresse la justice française à partir de 2013 pour des soupçons de blanchiment de cette fraude fiscale par le biais de l’achat de biens immobiliers luxueux, et d'une autre fraude fiscale pour la non déclaration au fisc de ces propriétés, délit qui aurait permis au couple Balkany de ne pas s'acquitter de l’impôt de solidarité sur la fortune (ISF). Enfin, les magistrats élargissent par la suite cette affaire à des soupçons de corruption à l'encontre de Patrick Balkany, qu'ils soupçonnent d'avoir acheté une villa de luxe à Marrakech grâce à 5,25 millions d'euros donnés par deux hommes d'affaires belge et saoudien en échange de l'octroi par Patrick Balkany de contrats à Levallois et en Namibie.
Dans le cadre du premier volet de l'affaire relatif à l'accusation de fraude fiscale, la justice condamne en 2019 Patrick et Isabelle Balkany respectivement à une peine de quatre ans de prison ferme avec mandat de dépôt et à trois ans de prison ferme, assorties pour tous les deux de dix ans d'inéligibilité. Le même jour, Patrick Balkany est incarcéré à la prison de la Santé à Paris. Le 4 mars 2020, la cour d'appel de Paris confirme le jugement prononcé en première instance. Elle condamne Patrick Balkany à quatre ans d'emprisonnement, dont un avec sursis, et Isabelle Balkany à trois ans d'emprisonnement, tous deux sans mandat de dépôt. Ils sont également condamnés à dix ans d'inéligibilité avec exécution provisoire. Le couple décide de ne pas former de pourvoi en cassation et est démis de ses mandats municipaux. Le premier volet de l'affaire est donc clos.
Dans le cadre du second volet de l'affaire relatif à l'accusation de blanchiment de fraude fiscale, la justice condamne en 2019 Patrick et Isabelle Balkany respectivement à 5 et 4 ans de prison ferme (et 10 ans d'inéligibilité), avec mandat de dépôt concernant Patrick Balkany. Le 27 mai 2020, en appel, le couple est respectivement condamné à 5 ans et 4 ans de prison ferme. Il doit également régler une amende de 100 000 euros chacun. Le 30 juin 2021, la Cour de cassation confirme définitivement la culpabilité des Balkany pour blanchiment de fraude fiscale aggravé. Mais un nouveau procès inhérent au quantum des peines est prévu. En outre, la cour de Cassation décide que le moulin du couple ne peut être confisqué puisqu'il appartient à ses enfants.
Un troisième procès a lieu le 9 janvier 2023. La cour d'appel de Paris condamne Patrick et Isabelle Balkany à respectivement quatre ans et demi et trois ans et demi de prison, 100 000 euros d'amende et 10 ans d'inéligibilité pour blanchiment de fraude fiscale. Une confusion totale de ces sanctions avec celles du premier volet est ordonnée. Le moulin du couple est confisqué. Après un pourvoi en cassation formé par Patrick Balkany en janvier 2023 afin de contester la décision de justice, la Cour de cassation maintient dans un arrêt du 7 mai 2024 les peines de prison et d’inéligibilité, l’amende, et l’usufruit du moulin de Cossy, mais annule les 400 000 euros de dommages-intérêts accordés à l’État.
Le couple, ayant chacun bénéficié d'une libération conditionnelle sans bracelet électronique, vit désormais reclus dans son moulin de Giverny.

## Information judiciaire pour blanchiment de fraude fiscale
Le parquet de Paris ouvre le 6 décembre 2013 une information judiciaire pour « blanchiment de fraude fiscale » visant le couple Balkany. Les juges Renaud van Ruymbeke et Patricia Simon, chargés du dossier, ont en effet élargi leur enquête pour fraude fiscale aux déclarations de patrimoine des Balkany, les suspectant d'avoir sous-évalué certains de leurs biens comme le moulin de Cossy à Giverny, la villa « Pamplemousse » de Saint-Martin et une villa de Marrakech, baptisée « Dar Gyucy », des biens immobiliers et des avoirs offshore que les deux élus des Hauts-de-Seine auraient dissimulés à l'administration fiscale française,,.
La justice s'intéresse également à l'acquisition par le couple de sa propriété de Giverny et à un compte ouvert auprès de la filiale suisse de la banque néerlandaise ABN AMRO en juillet 1994, Didier Schuller estimant les sommes blanchies par Patrick Balkany en Suisse, au Liechtenstein et à Saint-Martin, à 33 millions d'euros, selon des documents publiés par Mediapart le 25 octobre 2013. Le juge Renaud Van Ruymbeke est chargé par le pôle financier d'instruire l'affaire.

### Mise en examen pour «blanchiment de fraude fiscale», «corruption» et «blanchiment de corruption»
L'enquête est élargie à des faits de corruption en juillet 2014 : des virements bancaires dénoncés par Tracfin, concerneraient le versement de commissions sur des contrats à l’international, notamment en Afrique, ainsi que sur des marchés publics passés à Levallois-Perret.
En octobre 2014, Patrick Balkany est mis en examen pour « blanchiment de fraude fiscale », « corruption » et « blanchiment de corruption ». Les juges anticorruption Renaud Van Ruymbeke et Patricia Simon veulent non seulement interdire au député UMP « d'entrer en contact avec les autres protagonistes (du dossier) », mais aussi l'empêcher « de quitter le territoire métropolitain », craignant qu'il « ne soustraie des éléments de preuve ou fasse pression sur des témoins » à l'étranger. À cet effet, ils préconisent un retrait du passeport et une interdiction de sortie du territoire.

### Levée de l’immunité parlementaire, interdiction de sortie du territoire
L'immunité parlementaire de Patrick Balkany est levée en mars 2015 par le bureau de l'assemblée. Tandis que son épouse s'est vu imposer une caution d'un million d'euros afin de ne pas être placée en détention, Patrick Balkany doit remettre son passeport à la justice en mai 2015 dans le cadre de son contrôle judiciaire. En juillet 2015, la cour d'appel de Paris prononce à son encontre une interdiction de sortie du territoire liée à cette mise en examen.

### Condamnation pour «fraude fiscale» dans l'enquête sur son patrimoine
Le 15 octobre 2015, alors qu’il est déjà mis en examen pour « corruption passive » et « blanchiment de fraude fiscale », et que son épouse, Isabelle Balkany, a également été mise en examen pour « blanchiment de fraude fiscale » dans la même affaire, Patrick Balkany se voit signifier le nouveau chef de mise en examen de « fraude fiscale » dans l'enquête sur son patrimoine.
Le 12 mai 2015, la Haute Autorité pour la transparence de la vie publique (HATVP) avait saisi le parquet national financier au sujet de Patrick et Isabelle Balkany, compte tenu d'un « doute sérieux quant à l'exhaustivité, l'exactitude et la sincérité de leurs déclarations de situation patrimoniale, du fait de la sous-évaluation manifeste de certains actifs et de l'omission de biens mobiliers et immobiliers ». Ce type de délit peut entraîner 3 ans de prison et jusqu'à 45 000 euros d’amende, ainsi qu’une privation des droits civiques pour une durée maximale de 10 ans et l’interdiction d’exercer une fonction publique. Les juges soupçonnent Patrick et Isabelle Balkany d'avoir, entre avril 2011 et janvier 2014, omis une partie substantielle de leur patrimoine et « fourni une évaluation mensongère » dans les déclarations auxquelles sont soumis les élus auprès de la Haute Autorité pour la transparence de la vie publique. Une ordonnance de saisie des juges mentionne : « Le patrimoine des époux Balkany est important. Pourtant aucun bien n'est à leur nom ». « Ils ne disposaient pas de revenus leur permettant d'acquérir un tel patrimoine. Ils ont organisé leur insolvabilité ». Les magistrats sont convaincus que les Balkany ont eu recours à des sociétés du Liechtenstein, de Singapour ou de Panama, afin d'éviter d'apparaître comme propriétaires. Le maire de Levallois-Perret Patrick Balkany est mis en examen vendredi 15 janvier 2016 pour déclarations mensongères sur son patrimoine.
Le 21 juillet 2017, le parquet national financier renvoie Patrick, Isabelle et Alexandre Balkany en correctionnelle pour « blanchiment de fraude fiscale aggravée » et demande que Patrick Balkany soit aussi jugé pour « corruption passive » et « prise illégale d’intérêts ». Le 22 février 2018, le couple Balkany est renvoyé au tribunal correctionnel. Dans ses réquisitions rendues le 14 mars, le parquet national financier demande que Patrick et Isabelle Balkany, ainsi qu'Alexandre, soient de nouveau renvoyés en correctionnelle pour blanchiment de fraude fiscale aggravée. Pour ce qui est du blanchiment de fraude fiscale, corruption et blanchiment de corruption, le procès a lieu en mai et juin 2019 et le Parquet national financier (PNF) requiert sept ans de prison ferme (avec mandat de dépôt).
Le 13 septembre 2019, Patrick Balkany est condamné pour fraude fiscale à quatre ans de prison et dix ans d'inéligibilité, condamnation dont Éric Dupond-Moretti, son avocat, se dit « sidéré » et dont il fait appel. L'exécution du jugement est donc suspendue dans l'attente d'une éventuelle condamnation définitive. Ayant toutefois fait l'objet d'un mandat de dépôt, il est incarcéré le jour même à la prison de la Santé, à Paris. Ainsi empêché d'exercer ses fonctions de maire, il est remplacé de plein droit dans cette fonction par sa première adjointe, son épouse, également condamnée dans la même affaire mais qui n'a pas fait l'objet d'un mandat de dépôt. Il demande aussitôt sa remise en liberté et reste emprisonné jusqu'à ce qu'il soit statué sur cette demande.
Le 18 octobre 2019, Patrick Balkany est de nouveau condamné pour blanchiment, à cinq ans de prison ferme et à dix ans d’inéligibilité. Antoine Vey, l’un de ses avocats, dénonce un « jugement disproportionné » et une « peine incompréhensible ». Patrick Balkany est en revanche relaxé pour le volet de la corruption.
En novembre 2019, à deux semaines de l'ouverture du procès en appel pour fraude fiscale, il se sépare de ses deux avocats, Éric Dupond-Moretti et Antoine Vey. Isabelle Balkany justifie cette décision en déclarant : « On ne peut plus suivre financièrement »,.
Le procès en appel concernant les époux Balkany pour blanchiment aggravé et prise illégale d'intérêt commence le 4 février 2020 devant la cour d'appel de Paris. Le 12 février 2020, la cour d'appel de Paris ordonne sa libération sans versement de caution, estimant son état de santé « difficilement compatible avec la détention » à la suite d'une alarmante expertise médicale.
Patrick et Isabelle Balkany sont condamnés le 4 mars 2020 en appel, à une peine de quatre ans de prison dont un avec sursis pour Patrick Balkany, et trois ans de prison ferme pour Isabelle Balkany, sans mandat de dépôt, assortis pour tous les deux de dix ans d'inéligibilité.

## Saisie et vente de villas et autres biens immobiliers

### Villas «Pamplemousse» et «Serena» de Saint-Martin
Avant d'investir « Pamplemousse », le couple Balkany fréquente d'abord comme lieu de villégiature une villa à Saint-Martin dans les Antilles françaises, la villa « Serena », dont la location est, en 2015, de 35 000 dollars la semaine. Les magistrats instructeurs les soupçonnent d'en avoir été propriétaires de fait et en font un élément du dossier de demande de levée de l’immunité parlementaire votée en mars 2015.
La valeur de la villa « Pamplemousse » de Saint-Martin est estimé à 3 millions d'euros. Les Balkany ont longtemps nié être les propriétaires de cette villa. En mai 2014, au cours de sa garde à vue, Isabelle Balkany avoue finalement aux enquêteurs qu’elle possède avec son mari la résidence « Pamplemousse » depuis 1997. Le couple Balkany y passant une bonne partie de ses vacances. Isabelle Balkany avait contracté une assurance-habitation pour cette maison et Tracfin en a conclu qu’elle en était « ayant droit économique ».
Tracfin met en évidence que cette villa appartient à une cascade de sociétés écrans domiciliées en Suisse, au Panama et au Liechtenstein. L’origine initiale des fonds utilisés pour acheter cette propriété n’est pas claire, mais Tracfin soupçonne Patrick Balkany d’avoir utilisé une société suisse pour injecter discrètement des fonds dans les années 1990. Il s’agirait de la société « Getrust », domiciliée à Genève.
La villa Pamplemousse est saisie début 2015, puis vendue avec l’accord des juges d'instruction, le fruit de la vente étant saisi.

### Moulin de Cossy à Giverny
Dès 1996, Patrick Balkany avait été condamné à quinze mois de prison, 200 000 francs d'amende et deux ans d'inéligibilité avec sursis pour prise illégale d’intérêts pour avoir employé et rémunéré aux frais du contribuable levalloisien, un couple d’agents techniques de la mairie de Levallois-Perret et les avoir installé sur place au Moulin de Cossy, situé à Giverny (Eure)— elle pour servir de gouvernante, lui pour entretenir le jardin. Cette peine a été confirmée en appel en janvier 1997.
En 1997, les Balkany font « don de la nue-propriété à leurs enfants ». Dans leur déclaration de patrimoine, ils mentionnent qu'ils en conservent « l'usufruit », pour une valeur estimée à seulement 297 580 euros, ce qui conduit la Haute Autorité pour la transparence de la vie publique en 2015 à soupçonner une sous-évaluation de 60 % de la valeur de ce patrimoine. La justice enquête de plus sur l’entreprise de bâtiments et travaux publics Fayolle & Fils, qui a offert pendant des années des matériaux et a réquisitionné certains de ses employés pour remettre en état et valoriser cette résidence. En parallèle, cette société remportait de nombreux appels d’offres à Levallois-Perret, attribués soit par la mairie, soit par des sociétés de promotion immobilière contrôlées par la ville.
La justice ordonne en août 2015 la saisie du Moulin de Cossy, que les élus des Hauts-de-Seine occupaient depuis trente ans. Les Balkany font appel de cette décision, n'en ayant que l'usufruit et non la nue-propriété. La décision de la cour d’appel de Paris rendue en mai 2020 engendre la confiscation du moulin de Cossy. Mais le couple saisit la Cour de cassation qui leur donne raison, estimant que cette décision priverait leurs enfants de leur droit de nus-propriétaires. L'annulation de cette peine annulant l'ensemble des peines, le 25 octobre 2022, une nouvelle audience se tient devant la cour d’appel de Paris. Le 9 janvier 2023, il est décidé que l’usufruit du moulin de Cossy est confisqué. Mais le couple pourra y demeurer encore car Patrick Balkany affirme quelques jours plus qu'il allait former un pourvoi en cassation afin de contester la décision de justice portant sur le moulin de Cossy.

### Riad «Dar Gyucy» de Marrakech
Les magistrats portent aussi des soupçons de corruption à l'encontre de Patrick Balkany, qu'ils soupçonnent d'avoir acheté une villa de luxe à Marrakech grâce à 5,25 millions d'euros donnés par deux hommes d'affaires. Un homme d’affaires belge aurait donné 5 millions de dollars en échange de l’obtention d’un contrat en Namibie, tandis qu'un autre homme d'affaires, le saoudien Mohamed Bin Issa Al Jaber, aurait donné 2,75 millions d'euros en échange de l'attribution d'un marché à près de 1 milliard d’euros par la Semarelp, société chargée de l’aménagement de Levallois, présidée par Patrick Balkany. Le projet de tours à 1 milliard d'euros à Levallois-Perret est supervisé par Jean-Pierre Aubry, directeur de la Semarelp. Dans leur requête de levée d’immunité parlementaire, les juges décrivent « le montage offshore » qui a permis au bras droit de Patrick Balkany, Jean-Pierre Aubry, d'acquérir cette propriété en janvier 2010. Ce dernier a été mis en examen pour « complicité de corruption passive », il est soupçonné d'avoir servi de prête-nom.
D’après les actes officiels, le riad « Dar Gyucy » a couté 2,75 millions d'euros à l'achat. La SCI « Dar Gyucy » est possédée à 1 % par Diana Brush, gestionnaire de fonds, et à 99 % par une autre société, Haydrige Investments Group Corp, immatriculée au Panama et présidée par Marc Angst, président de Gestrust qui emploie Diana Brush. La villa a été financée par deux sociétés égyptiennes, dont une à laquelle participe le milliardaire saoudien Mohamed Bin Issa Al Jaber.
Le compte bancaire de la SCI « Dar Gyucy » a été alimenté à plusieurs reprises par Julien Balkany (en), demi-frère de Patrick Balkany, en 2011, 2012 et 2013. Alexandre Balkany, le fils des Balkany, a versé 45 000 euros au total en 2012 et 2013. L’enquête montre des dépenses d’Isabelle Balkany pour des achats d’ameublement et de décoration sur Internet (pour un montant total de 18 266 euros) et à Marrakech (pour au moins 15 000 euros) entre décembre 2008 et janvier 2010. Par ailleurs, selon l'enquête, Les séjours marocains très fréquents des Balkany et de leur fils se déroulent « sans dépense hôtelière »,.
La justice ordonne le 13 août 2015 la saisie du riad « Dar Gyucy » de Marrakech.
Le 13 septembre 2019, conformément aux réquisitions du procureur, Patrick Balkany est condamné à quatre ans de prison ferme avec mandat de dépôt (incarcération immédiate) et dix ans d'inéligibilité pour fraude fiscale, dans le premier volet du procès. Il est incarcéré le jour même à la prison de la Santé.
Le délibéré du second volet, consacré aux délits de blanchiment de fraude fiscale et de corruption, est rendu le 18 octobre 2019. Patrick Balkany est condamné à cinq ans ferme pour blanchiment mais il est relaxé pour corruption. Isabelle Balkany écope quant à elle de quatre ans de prison fermes. Concernant le projet de construction des tours du saoudien Mohamed Bin Issa Al Jaber, le parquet « n'a pas rapporté la preuve » du « pacte de corruption ». Il y a également « incertitude » concernant le dessous-de-table de 193 000 € versé par Mohamed Bin Issa Al Jaber pour financer en partie l'achat du riad à Marrakech. Ce dernier, jugé pour corruption, est donc relaxé aussi, tout comme Jean-Pierre Aubry, l'ancien directeur de cabinet de Patrick Balkany qui a négocié avec le saoudien. En revanche, ce dernier est condamné pour blanchiment de fraude fiscale à trois ans de prison avec sursis. Il est accusé d'avoir servi de prête-nom en apparaissant dans des sociétés étrangères pour dissimuler le véritable bénéficiaire. Enfin, le fils du couple écope de six mois de prison avec sursis pour avoir rédigé de faux baux de location du riad pour couvrir ses parents.

## Procès et condamnations
La justice française s'intéresse à leur acquisition de plusieurs propriétés à Saint-Martin, à Marrakech et à Giverny ainsi qu'à un compte ouvert auprès de la filiale suisse de la banque néerlandaise ABN AMRO en juillet 1994. Didier Schuller, ancien conseiller général RPR des Hauts-de-Seine et allié du couple coopérant avec la justice, estime les sommes blanchies par Patrick Balkany en Suisse, au Liechtenstein et à Saint-Martin, à 33 millions d'euros, selon des documents publiés par Mediapart le 25 octobre 2013.
Le procès s'ouvre le 13 mai 2019 devant le tribunal correctionnel de Paris. Patrick Balkany est accusé de « fraude fiscale », « blanchiment de fraude fiscale aggravée », « corruption passive », « blanchiment de corruption » et « prise illégale d'intérêts par une personne dépositaire de l’autorité publique ». Isabelle Balkany est accusée de « fraude fiscale » et « blanchiment de fraude fiscale ». Les juges d'instruction du pôle financier Renaud Van Ruymbeke et Patricia Simon les soupçonnent d'avoir dissimulé au fisc une partie de leur patrimoine de « minimum 13 millions d’euros ». Patrick Balkany est défendu par les avocats Éric Dupond-Moretti et Antoine Vey jusqu'à la fin de l'année 2019. Pour des raisons financières invoquées par les accusés, Romain Dieudonné les remplace tandis qu'Isabelle Balkany est défendue par Pierre-Olivier Sur.
Le 13 juin 2019, le Parquet national financier requiert contre Patrick Balkany 7 ans de prison ferme et 10 ans d'inéligibilité ainsi que 4 ans de prison avec sursis contre Isabelle Balkany. Une amende de 500 000 euros ainsi que la confiscation de plusieurs biens est également demandée.
Dans le premier volet de l'affaire, le 13 septembre 2019, Patrick Balkany est condamné à 4 ans de prison et est immédiatement incarcéré à la Prison de la Santé, à Paris. Son épouse écope de 3 ans de prison mais elle n'est pas incarcérée comme son mari en raison de ses problèmes de santé. Pour les deux, la peine est assortie de 10 ans d'inéligibilité. Les avocats du couple interjettent immédiatement appel. La peine d’inéligibilité n'étant plus effective, Isabelle Balkany peut assurer l’intérim à la mairie de Levallois-Perret.
Dans le second volet de l'affaire, le 18 octobre 2019, le tribunal rend son verdict. Les mis en cause sont relaxés de l'accusation de corruption, en revanche pour le blanchiment de fraude fiscale, Patrick et Isabelle Balkany sont condamnés respectivement à 5 et 4 ans de prison ferme (et 10 ans d'inéligibilité), avec mandat de dépôt concernant Patrick Balkany. Arnaud Claude et Jean-Pierre Aubry sont condamnés à 3 ans de prison avec sursis et Alexandre Balkany, le fils du couple, à 6 mois de prison avec sursis.
Le 12 février 2020, la cour d'appel de Paris ordonne la remise en liberté de Patrick Balkany pour « raisons de santé ».
Le 4 mars 2020, la cour d'appel de Paris confirme le jugement prononcé en première instance pour le premier volet de l'affaire et condamne Patrick Balkany à quatre ans d'emprisonnement, dont un avec sursis, et Isabelle Balkany à trois ans d'emprisonnement, tous deux sans mandat de dépôt. Ils sont également condamnés à dix ans d'inéligibilité avec exécution provisoire,. Le couple décide de ne pas former de pourvoi en cassation et est démis de ses mandats municipaux par un arrêté du préfet des Hauts-de-Seine. Le premier volet de l'affaire est donc clos.
Le 27 mai 2020, dans le cadre du second volet, lors du procès en appel pour blanchiment de fraude fiscale, Patrick Balkany est condamné à 5 ans de prison ferme. Sa femme écope de 4 ans de prison ferme. Le couple doit également régler une amende de 100 000 euros chacun. Le 30 juin 2021, la Cour de cassation confirme définitivement la culpabilité des Balkany pour blanchiment de fraude fiscale aggravé. Mais un nouveau procès inhérent au quantum des peines est prévu. En outre, la cour de Cassation décide que le moulin de Cossy, à Giverny (Eure) ne peut être confisqué puisqu'il appartient aux enfants du couple.
En mars 2021, le couple Balkany est placé sous bracelet électronique dans sa propriété de Giverny. En décembre 2021, le tribunal d’application des peines révoque le placement sous bracelets électroniques du couple, en raison de leurs manquements aux conditions de détention qui leur étaient imposées. En février 2022, la cour d’appel de Rouen confirme la révocation du placement sous bracelet électronique du couple. Apprenant la nouvelle, Isabelle Balkany fait une tentative de suicide en avalant des barbituriques. Après sa sortie de l'hôpital, cette dernière résidera dans son moulin de Giverny, sans bracelet électronique.
Le 4 août 2022, la cour d’appel de Paris accorde à Patrick Balkany, alors détenu à Fleury-Mérogis, sa demande d’aménagement de peine. Le 5 août, il sort de prison. Les conditions de sa liberté conditionnelle ne lui imposent ni port d’un bracelet électronique, ni obligation de pointage, ni interdiction de paraître sur le territoire de Levallois-Perret. Il n'a pas le droit de quitter la France, sauf si un juge l'y autorise.
Un troisième procès a lieu le 9 janvier 2023. La cour d'appel de Paris condamne Patrick et Isabelle Balkany à respectivement quatre ans et demi et trois ans et demi de prison,100 000 euros d'amende et 10 ans d'inéligibilité pour blanchiment de fraude fiscale (second volet). Une confusion totale de ces sanctions avec celles de trois ans d'emprisonnement ferme prononcées dans le premier volet est ordonnée. L’usufruit du moulin de Cossy est confisqué. Patrick Balkany forme un pourvoi en cassation afin de contester la décision de justice.
À partir du 6 mars 2023, le parquet d'Évreux accorde à Isabelle Balkany une libération conditionnelle sans bracelet électronique, à condition que cette dernière rembourse les sommes dues au fisc. Sa demande de suspension de peine pour raisons médicales a en effet été refusée.
Le couple vit désormais reclus dans sa propriété de Giverny. En mars 2023, il explique toucher une pension de retraite mensuelle de 12 000 euros, à laquelle il doit déduire environ 2 000 euros pour rembourser sa dette au fisc.
Dans un arrêt du 7 mai 2024, la Cour de cassation maintient les peines de prison, les 100 000 euros d’amende, les dix ans d’inéligibilité et la saisie de l’usufruit du moulin de Cossy prononcées par la cour d’appel en janvier 2023, mais annule les 400 000 euros de dommages-intérêts accordés à l’État et renvoie vers un nouveau procès pour statuer à nouveau sur ce point,.
Patrick Balkany saisit la justice le 25 octobre 2024 pour faire annuler sa peine de 10 ans d’inéligibilité afin de se représenter à la mairie de Levallois-Perret en 2026.

## Chronologie de l'affaire

### 2013
- Décembre 2013 : le parquet de Paris ouvre le 6 décembre 2013 une information judiciaire pour « blanchiment de fraude fiscale » visant le couple Balkany. Les juges Renaud Van Ruymbeke et Patricia Simon, chargés du dossier, ont élargi leur enquête pour fraude fiscale aux déclarations de patrimoine des époux Balkany, les suspectant d'avoir sous-évalué certains de leurs biens comme le moulin de Cossy, la villa Pamplemousse de Saint-Martin et la villa Dar Gyucy de Marrakech, et dissimulé à l'administration fiscale française des biens immobiliers et des avoirs offshore[4].

### 2014
- Mai 2014 : Isabelle Balkany reconnait en garde à vue être la véritable propriétaire de la villa Pamplemousse à Saint-Martin (Antilles françaises), dissimulée derrière une société écran fiduciaire installée au Liechtenstein[4].
- Juillet 2014 : l'enquête est élargie à des faits de corruption en juillet 2014. Des virements bancaires dénoncés par Tracfin concerneraient le versement de commissions sur des contrats à l’international, notamment en Afrique, ainsi que sur des marchés publics passés à Levallois-Perret[80]. Isabelle Balkany est entendue par le juge, elle affirme qu'elle ne connaît pas la villa Serena et que ni elle, ni son mari, ne sont les bénéficiaires de la société au Liechtenstein[81].
- Octobre 2014 : Patrick Balkany est mis en examen pour « blanchiment de fraude fiscale », « corruption » et « blanchiment de corruption »[82]. Les juges anticorruption Renaud Van Ruymbeke et Patricia Simon veulent interdire au député UMP « d'entrer en contact avec les autres protagonistes (du dossier) », et l'empêcher « de quitter le territoire métropolitain », craignant qu'il « ne soustraie des éléments de preuve ou fasse pression sur des témoins » à l'étranger. À cet effet, ils préconisent un retrait du passeport et une interdiction de sortie du territoire[83].

### 2015
- 18 mars 2015 : l'immunité parlementaire de Patrick Balkany est levée par le bureau de l'assemblée[84]. Avec cette levée, les juges Renaud van Ruymbeke et Patricia Simon peuvent prendre des mesures comme le contrôle judiciaire obligeant le député-maire UMP de Levallois-Perret à remettre son passeport pour qu'il ne puisse pas quitter le territoire[85].
- Mai 2015 : Patrick Balkany doit remettre son passeport à la justice en mai 2015 dans le cadre de son contrôle judiciaire. Son épouse s'est vu imposer une caution d'un million d'euros afin de ne pas être placée en détention[86].
- 12 mai 2015 : la Haute Autorité pour la transparence de la vie publique transmet ses conclusions au Procureur de la République : « Après instruction des dossiers de Patrick Balkany, député des Hauts-de-Seine, et Isabelle Balkany, ancienne vice-présidente du Conseil général des Hauts-de-Seine et présidente de la SEMARELP, et au recueil de leurs observations respectives, la Haute Autorité estime, au regard des différents éléments dont elle a connaissance, qu’il existe un doute sérieux quant à l’exhaustivité, l’exactitude et la sincérité de leurs déclarations de situation patrimoniale, du fait de la sous-évaluation manifeste de certains actifs et de l’omission de biens mobiliers et immobiliers. En application de l’article 40 du code de procédure pénale, la Haute Autorité a jugé nécessaire de porter l’ensemble de ces faits, susceptibles de constituer des infractions pénales, à la connaissance du procureur de la République financier et lui a transmis l’ensemble des deux dossiers »[87].
- 16 mai 2015 : l’association des Contribuables de Levallois-Perret (ACLP92) écrit au ministre de l’intérieur, Bernard Cazeneuve, pour lui demander de révoquer Patrick Balkany de sa fonction de maire de la commune de Levallois-Perret. L’association explique que les élus Balkany n’ont plus « l’autorité morale nécessaire à leurs fonctions » après les révélations de leurs mises en examen pour corruption passive, blanchiment de corruption et blanchiment de fraude fiscale[88].
- Juin 2015 : une enquête menée au Maroc par des juges et des policiers français permet la collecte d'éléments à charge dans la villa de Marrakech. La perquisition a notamment permis de découvrir plusieurs objets marqués des initiales ou du nom de Patrick Balkany (peignoir, caisses de vin, livres dédicacés), ainsi qu'un cahier à spirales avec le logo de la ville de Levallois-Perret[89],[90].
- 2 juillet 2015 : l’interdiction de sortie du territoire de Patrick Balkany est confirmée par la cour d'appel de Paris, Patrick Balkany fait appel. Selon la cour, « l’essentiel des avoirs patrimoniaux de Patrick Balkany (et de son épouse) sont domiciliés à l’étranger (Maroc, Liechtenstein, Singapour pour ce qui est connu à ce jour, mais qui n’est pas forcément exhaustif) » ; « toute sortie vers l’étranger pourrait être mise à profit » pour éventuellement transférer des fonds[91].
- Mi-juillet 2015 : le couple Balkany et ses deux enfants font appel des saisies pénales de biens, ordonnées par les juges instructeurs[91],[92].
- 3 septembre 2015 : à la suite de la demande de révocation faite en mai par l'association des Contribuables de Levallois-Perret (ACLP92), le président national d'Anticor, association de lutte contre la corruption, Jean-Christophe Picard écrit au président de la République pour lui demander à son tour de révoquer Patrick et Isabelle Balkany : « Une révocation peut être prononcée non seulement pour une faute grave commise dans l’exercice de leurs fonctions, mais aussi en cas de perte de l’autorité morale. Le Conseil d'État a ainsi considéré qu’il était possible de révoquer un maire condamné, voire simplement mis en examen lorsque la matérialité des faits est avérée. Or, la mise en examen des deux Balkany s'appuie justement sur des faits établis. Outre la note de Tracfin et le signalement de la Haute Autorité pour la transparence de la vie publique (HATVP) qui ne laissent guère de place au doute, Isabelle Balkany a avoué être propriétaire d’un important bien immobilier non déclaré au fisc (la villa Pamplemousse, sur l’île de Saint-Martin). Qui pourrait prétendre, aujourd’hui, que Patrick et Isabelle Balkany possèdent toujours l’autorité morale nécessaire à l’exercice de leurs fonctions ? »[93].
- Septembre 2015 : des documents transmis par les autorités suisses à la justice française prouvent que Patrick Balkany est le bénéficiaire direct d’une société off-shore et d’un compte non déclaré au Liechtenstein. L'intéressé choisit de garder le silence devant les questions du juge[94],[95].
- 15 octobre 2015, alors qu’il est déjà mis en examen pour corruption passive et blanchiment de fraude fiscale, et que son épouse, Isabelle Balkany, a également été mise en examen pour blanchiment de fraude fiscale dans la même affaire, Patrick Balkany se voit signifier le nouveau chef de mise en examen de fraude fiscale dans l'enquête sur son patrimoine. Les juges soupçonnent aussi Patrick Balkany d’avoir, entre avril 2011 et janvier 2014, omis une partie substantielle de son patrimoine et « fourni une évaluation mensongère » dans les déclarations auxquelles sont soumis les élus auprès de l’autorité pour la transparence financière de la vie publique. Il n’a jusqu’à présent pas été mis en examen de ce chef[96]. « Le patrimoine des époux Balkany est important. Pourtant aucun bien n’est à leur nom », relève une ordonnance de saisie des juges, « Ils ne disposaient pas de revenus leur permettant d’acquérir un tel patrimoine. Ils ont organisé leur in solvabilité »[13].
- 17 octobre 2015 : dans un courrier adressé à Nicolas Sarkozy, président du parti Les Républicains, Philippe de Veyrac demande l'exclusion de son parti de Patrick Balkany, au nom de la probité en politique : « Je veux mettre un peu de propreté, d'honnêteté et de droiture dans ma famille. Il faut montrer que les politiques ne sont pas tous pareils, pas tous pourris. Nous devons être exemplaires. Les agissements de certains élus ne sont pas compatibles avec l’image d'un élu de la République. C’est pourquoi je vous demande ainsi qu'aux instances nationales de bien vouloir tirer toutes les conséquences nécessaires sur le cas de Monsieur Patrick Balkany et notamment de bien vouloir inscrire à l’ordre du jour du prochain bureau politique, la question de l'exclusion de Monsieur Balkany de notre parti, afin que notre famille politique ne pâtisse pas une nouvelle fois d'agissements terribles, certes marginaux, mais dévastateurs pour les militants, les élus et plus largement la République »[97]. Nicolas Sarkozy n'y donnera pas de suite et les époux Balkany sont toujours membres du parti.

### 2016
- 15 janvier 2016 : Patrick Balkany est mis en examen pour déclarations mensongères sur son patrimoine[18].
- 20 octobre 2016 : Patrick Balkany est mis en examen pour blanchiment de corruption et de fraude fiscale aggravée, après la découverte par les juges d'une nouvelle société immatriculée aux Seychelles[98].

### 2018
- 22 février 2018 : le couple Balkany est renvoyé devant le tribunal correctionnel pour fraude fiscale[20].
- 10 juillet 2018 : le couple Balkany est renvoyé devant le tribunal correctionnel pour blanchiment de fraude fiscale aggravée[54].

### 2019
- 1er mai 2019 : après avoir publié un long message sur Facebook, Isabelle Balkany fait une tentative de suicide[99].
- 13 mai 2019 : le procès s'ouvre au tribunal correctionnel de Paris[100].
- 13 septembre 2019 : Patrick Balkany est incarcéré à la prison de la Santé. Il est condamné à quatre ans de prison ferme, pour fraude fiscale. Il est également condamné à dix ans d'inéligibilité[101]. Son épouse écope de 3 ans de prison mais elle n'est pas incarcérée en raison de problèmes de santé[61]. Sa peine est également assortie de 10 ans d'inéligibilité[62].
- 18 octobre 2019 : dans le second volet de l'affaire, Patrick et Isabelle Balkany sont relaxés de l'accusation de corruption mais sont condamnés pour le blanchiment de fraude fiscale à respectivement à 5 et 4 ans de prison ferme (et 10 ans d'inéligibilité), avec mandat de dépôt concernant Patrick Balkany. Arnaud Claude et Jean-Pierre Aubry sont condamnés à 3 ans de prison avec sursis et Alexandre Balkany, le fils du couple, à 6 mois de prison avec sursis[63].
- 11 décembre 2019 : le procès pour fraude fiscale s'ouvre à la cour d'appel de Paris[102].

### 2020
- 4 février 2020 : le procès pour blanchiment de fraude fiscale s'ouvre à la cour d'appel de Paris[103].
- 12 février 2020 : Patrick Balkany est libéré par la cour d’appel de Paris pour raisons de santé[64].
- 4 mars 2020 : le verdict de la cour d'appel de Paris dans le cadre du procès pour fraude fiscale est rendu : 4 ans dont 3 fermes pour Patrick Balkany, 3 ans fermes pour Isabelle Balkany[66]. Ils sont également condamnés à dix ans d'inéligibilité avec exécution provisoire[104]. Le couple renonce à un pourvoi en cassation[67].
- 6 mars 2020 : le couple Balkany est démis de ses mandats municipaux par un arrêté du préfet des Hauts-de-Seine[105].
- 27 mai 2020 : le verdict de la cour d'appel de Paris dans le cadre du procès pour blanchiment de fraude fiscale est rendu : 5 ans fermes pour Patrick Balkany, 4 ans fermes pour Isabelle Balkany, assortis d'une amende de 100 000 euros chacun[68].

### 2021
- 30 juin 2021 : la Cour de cassation confirme définitivement la culpabilité des Balkany pour blanchiment de fraude fiscale aggravé mais ordonne un nouveau procès concernant le quantum des peines, estimant que l'on ne peut leur confisquer le moulin de Cossy, à Giverny (Eure), dans la mesure où il appartient aux enfants du couple, qui n'en a que l'usufruit[69].

### 2022
- 3 février 2022 : la cour d'appel révoque le placement sous bracelet électronique des Balkany, à la suite d'une centaine d'infractions, et ordonne leur placement en détention. Apprenant la nouvelle, Isabelle Balkany fait une tentative de suicide en avalant des barbituriques. Son époux annonce le dépôt d'une plainte contre le juge pour « mise en danger de la vie d'autrui »[72].
- 5 août 2022 : Patrick Balkany sort de prison. Il bénéficie d'un aménagement de peine. Il n'a pas l'obligation de porter un bracelet électronique[74].
- 25 octobre 2022 : une nouvelle audience se tient devant la cour d’appel de Paris dans le but de réexaminer les sanctions du couple pour blanchiment aggravé de fraude fiscale. Patrick Balkany demande une confusion de peines[106].

### 2023
- 9 janvier 2023 : la cour d'appel de Paris condamne Patrick et Isabelle Balkany à respectivement quatre ans et demi et trois ans et demi de prison, 100 000 euros d'amende et 10 ans d'inéligibilité pour blanchiment de fraude fiscale. A l'issue de ce troisième procès, une confusion totale de ces sanctions avec celles de trois ans d'emprisonnement ferme prononcées dans le volet fraude fiscale de l'affaire Balkany est ordonnée[75]. L’usufruit du moulin de Cossy est confisqué[43]. Patrick Balkany forme un pourvoi en cassation afin de contester la décision de justice[44].
- 6 mars 2023 : le parquet d'Évreux accorde à Isabelle Balkany une libération conditionnelle[73].

### 2024
- 7 mai 2024 : la Cour de cassation maintient les peines de prison, les 100 000 euros d’amende, les dix ans d’inéligibilité et la saisie de l’usufruit du moulin de Cossy, mais annule les 400 000 euros de dommages-intérêts accordés à l’État et renvoie vers un nouveau procès pour statuer à nouveau sur ce point[77],[78].

### 2025
- Février-mars 2025 : la justice a rejeté la demande de Patrick Balkany visant à faire lever sa peine complémentaire d’inéligibilité (dix ans), espérant se représenter aux municipales de Levallois‑Perret en 2026. Le tribunal judiciaire de Paris a officiellement refusé sa requête[107].

## Publications
- Les Balkany, de Julien Martin, Éditions du Moment, 2014[108].
- Gérard Davet et Fabrice Lhomme, French Corruption, Stock, 2013  (ISBN 978-2234075405) (témoignage de Didier Schuller)
- Complément d'enquête, « Affaire Balkany », Paris, France Télévisions, juin 2015
- Jean-Charles Deniau Balkany l'impuni, Nouveau Monde, 2019.